# Разпотје (Идрија)
Разпотје (словен. Razpotje) је насељено место у општини Идрија, Горишка регија, Словенија.

## Историја
До територијалне реорганизације у Словенији било је у саставу старе општине Идрија. Као самостално насеље Разпотје постоји од 2006. године. Настало је спајањем издвојених делова од насеља Сподња Каномља и Средња Каномља.

## Становништво
У попису становништва из 2011. године, Разпотје је имало 67 становника.
| Број становника према пописима |
| ------------------------------ |
| 2011                           |
| 67                             |

Напомена: Године 2006. настало спајањем посебних делова из насеља Сподња Каномља и Средња Каномља.